# یواس‌اس باشنل (ای‌اس-۱۵)
یواس‌اس باشنل (ای‌اس-۱۵) (به انگلیسی: USS Bushnell (AS-15)) یک زیردریایی بود که طول آن ۵۳۰ فوت ۶ اینچ (۱۶۱٫۷۰ متر) بود. این زیردریایی در سال ۱۹۴۲ ساخته شد.